# Hypnotize
Hypnotize —en español: «Hipnotizar»— es el quinto álbum de System of a Down y la segunda parte que completa el disco doble Mezmerize/Hypnotize. Fue lanzado el 22 de noviembre de 2005 por American Recordings, Columbia Records, seis meses después del lanzamiento de Mezmerize.
Al igual que la primera parte, Mezmerize, tuvo gran éxito, y alcanzó el número 1 en varios países, con lo que la banda se convertiría en una de las pocas en lograr dos álbumes número 1 en un mismo año.
Hypnotize contiene doce nuevas canciones en una edición especial diseñada por Vartan Malakian, padre del guitarrista y compositor Daron Malakian. Contiene los sencillos «Hypnotize» y «Lonely Day». La última canción de Hypnotize, «Soldier Side», completa a «Soldier Side - Intro», la cual aparece en el álbum Mezmerize.
El álbum fue certificado disco de oro y platino por RIAA el 13 de diciembre de 2005, y finalizó ese año en el primer puesto del Billboard. Es el primer álbum de System of a Down en el que no aparecen guitarras acústicas.
Este es el último disco de la banda hasta el momento.

## Lista de canciones
| N.º | Título                  | Letras            | Música             | Duración |  |
| 1.  | «Attack»                | Malakian, Tankian | Malakian           | 3:06     |  |
| 2.  | «Dreaming»              | Malakian, Tankian | Malakian, Odadjian | 4:00     |  |
| 3.  | «Kill Rock 'N Roll»     | Malakian          | Malakian           | 2:28     |  |
| 4.  | «Hypnotize»             | Malakian, Tankian | Malakian           | 3:09     |  |
| 5.  | «Stealing Society»      | Malakian, Tankian | Malakian           | 2:58     |  |
| 6.  | «Tentative»             | Malakian, Tankian | Malakian           | 3:38     |  |
| 7.  | «U-Fig»                 | Malakian, Tankian | Malakian, Odadjian | 2:57     |  |
| 8.  | «Holy Mountains»        | Malakian, Tankian | Malakian           | 5:28     |  |
| 9.  | «Vicinity of Obscenity» | Malakian, Tankian | Tankian            | 2:51     |  |
| 10. | «She's Like Heroin»     | Malakian          | Malakian           | 2:45     |  |
| 11. | «Lonely Day»            | Malakian          | Malakian           | 2:48     |  |
| 12. | «Soldier Side»          | Malakian          | Malakian           | 3:40     |  |

## Créditos
- Daron Malakian: guitarra, segunda voz, voz principal en "Lonely Day".
- Serj Tankian: voz principal, teclados, segunda voz en "Lonely Day".
- Shavo Odadjian: bajo.
- John Dolmayan: batería.

- Vartan Malakian: diseño artístico.
- Rick Rubin y Daron Malakian: productores.
- Andy Wallace: mezclas.
- Grabado en The Mansion, Laurel Canyon, Los Ángeles, California, y en Akademie Mathematique of Philisophical Sound Research, Los Ángeles, California.
- Mezclado en Enterprise Studios Burbank, California, y en los Soundtrack Studios, Nueva York, Nueva York.

## Posicionamiento en lista

### Semanal
| Gráfica(2005)                       | Pico de posición |
| ----------------------------------- | ---------------- |
| Australia (ARIA)                    | 3                |
| Austria (Ö3 Austria)                | 3                |
| Bélgica (Ultratop Flandes)          | 17               |
| Bélgica (Ultratop Valonia)          | 13               |
| Canadá (Billboard Canadian Albums)  | 1                |
| Dinamarca (Hitlisten)               | 11               |
| Países Bajos (Album Top 100)        | 15               |
| Finlandia (Suomen virallinen lista) | 1                |
| Francia (SNEP)                      | 4                |
| Alemania (Offizielle Top 100)       | 4                |
| Hungría (MAHASZ)                    | 35               |
| Irlanda (IRMA)                      | 10               |
| Italia (FIMI)                       | 10               |
| Italia Albums (Musica e Dischi)     | 11               |
| Nueva Zelanda (RMNZ)                | 1                |
| Noruega (VG‑lista)                  | 4                |
| Polonia (ZPAV)                      | 16               |
| Portugal (AFP)                      | 15               |
| Escocia (Scottish Albums Chart)     | 12               |
| España (Promusicae)                 | 26               |
| Suecia (Sverigetopplistan)          | 3                |
| Suiza (Schweizer Hitparade)         | 4                |
| Reino Unido (UK Albums Chart)       | 11               |
| Estados Unidos (Billboard 200)      | 1                |